# والو دی نرا
والو دی نرا (به ایتالیایی: Vallo di Nera) یک کومونه در ایتالیا است که در استان پروجا واقع شده‌است. والو دی نرا ۳۶٫۰ کیلومتر مربع مساحت و ۴۱۹ نفر جمعیت دارد و ۴۶۷ متر بالاتر از سطح دریا واقع شده‌است.